# Перевальский район
Перева́льский район (укр. Перевальський район) — де-юре упраздённая административная единица Луганской области Украины. Административный центр — город Перевальск. Расстояние от административного центра до Луганска — 45 км. Площадь — 722,55 км². С апреля 2014 года контролируется Луганской Народной Республикой.

## История
Образован в 1939 году как Городищенский район. 15 апреля 1941 года переименован в Ворошиловский район. 30 декабря 1961 года переименован в Коммунарский район. 30 декабря 1962 года упразднён, 4 января 1965 года восстановлен. 8 декабря 1966 года переименован в Перевальский район.
17 июля 2020 года в рамках изменений границ некоторых районов территория Перевальского района была присоединена к Алчевскому району.

## Население
63 361 человека (1 января 2019 года), в том числе городское население — 59 482 человека, сельское — 3879 человек.

## География
По территории района протекают реки: Белая, Лозовая.

## Административное деление
- 7 октября 2014 года в связи с разрывом административных связей в районе в результате вооружённого конфликта в Донбассе Постановлением Верховной Рады № 1693-VII «Про зміни в адміністративно-територіальному устрої Луганської області, зміну і встановлення меж Перевальського і Попаснянського районів Луганської області»[4] из состава Перевальского района в состав Попаснянского района Луганской области выведен Чернухинский поселковый совет общей площадью 8430,0 га:
  - Чернухинский поселковый совет (площадь — 8430,0 га), в том числе пгт Чернухино, посёлки Круглик, Миус.

Количество советов:
- городских — 3
- поселковых — 8
- сельских — 4

Количество населённых пунктов:
- городов — 3: Перевальск · Артёмовск · Зоринск ·
- посёлков городского типа — 10: Байрачки · Городище · Комиссаровка · Михайловка · Селезнёвка · Фащевка · Центральный · Ящиково
- сёл — 16
- посёлков (сельского типа) — 8

## Экономика
- Каменноугольная промышленность: города Перевальск, Зоринск, Артёмовск, шахтёрские посёлки

## Транспорт
Через район проходят автодороги:

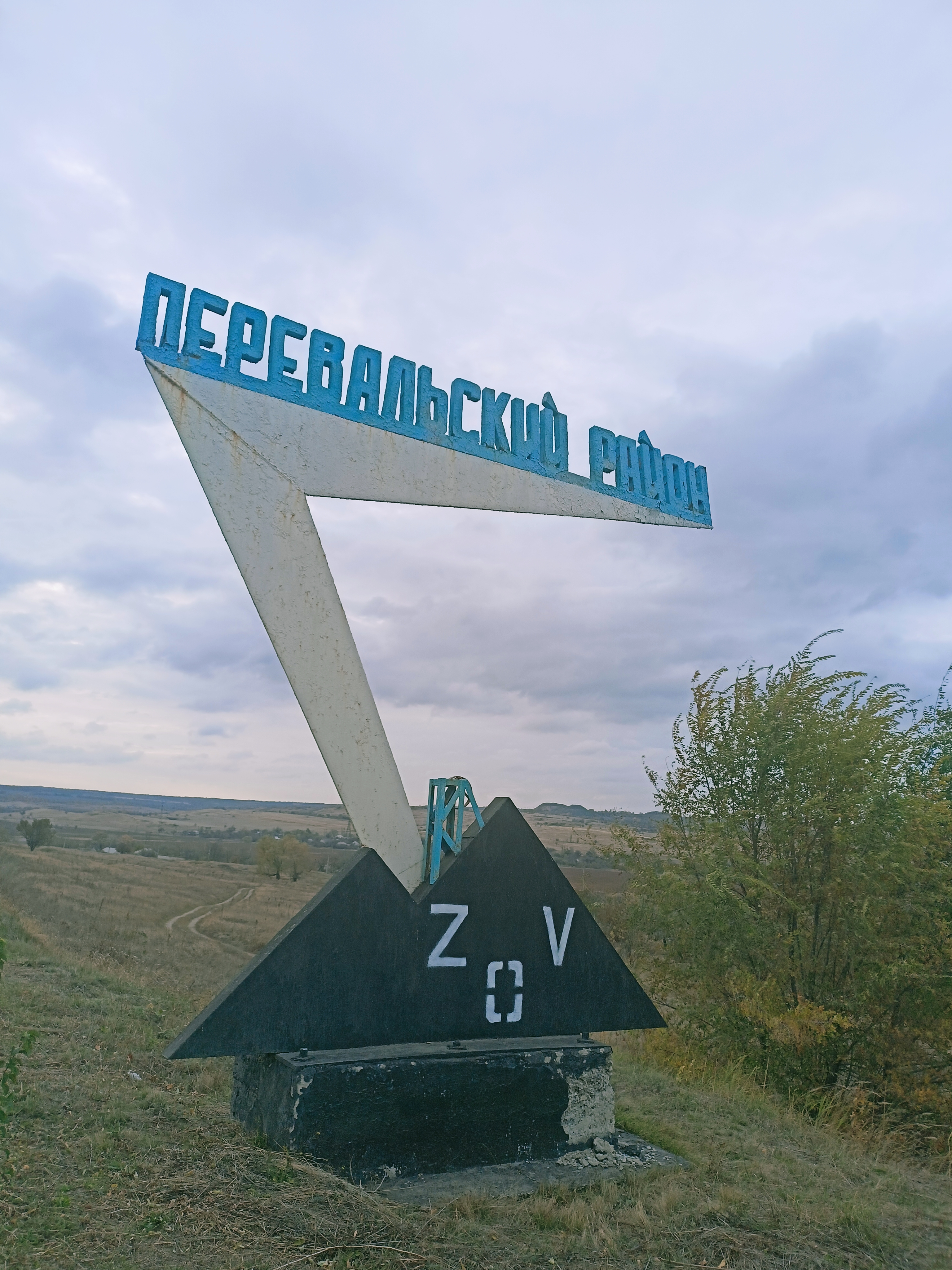
Стела на трассе во время российской оккупации

- М-03 Киев — Харьков — Должанское (на Ростов-на-Дону)
- М-04 Знаменка — Луганск — Изварино (на Волгоград)

## Достопримечательности
В Перевальском районе находится комплексный археологический памятник национального значения Мергелева гряда.